# André Stolle
André Stolle (* 26. Juni 1975 in Rudolstadt) ist ein deutscher Koch.

## Biographie
Nach der Ausbildung im Rebstock Würzburg kochte Stolle im Restaurant Jörg Müller bei Jörg Müller auf Sylt, dem Schloss Reinhartshausen, Jacobs Restaurant im Hotel Luis C. Jacob bei Thomas Martin in Hamburg, Im Schiffchen bei Jean-Claude Bourgueil und dem La Vie bei Hans-Peter Engels in Osnabrück.
Seit 2021 betreibt André Stolle die Cantine Papa Lisbeth mit dem Fine Dining Restaurant The Lisbeth in der Deichstraße (Hamburg). 2024 wurde das Restaurant The Lisbeth mit einem Michelinstern ausgezeichnet.

## Auszeichnungen
- 2004: Ein Michelinstern für das Restaurant Eucken in Husum
- 2007: Ein Michelinstern für das Restaurant Casala in Meersburg am Bodensee
- 2010: Ein Michelinstern für das  Restaurant Marco Polo in Wilhelmshaven
- 2013: Ein Michelinstern für das  im Restaurant Gourfleets in Hamburg[6]
- 2019: Ein Michelinstern für das  im Restaurant Se7en Oceans in Hamburg[3]
- 2024: Ein Michelinstern für das  im Restaurant The Lisbeth in Hamburg[5]